# AdBlock
AdBlock é uma extensão de código aberto, para a filtragem de conteúdo e anúncios. 
Ela está presente para os navegadores Google Chrome, Opera, Microsoft Edge e Safari.
O AdBlock permite evitar aos utilizadores que os elementos da página, tais como anúncios, sejam exibidos.
É atualmente a extensão mais popular do Google Chrome, com mais de 20,000,000 de utilizadores por todo o mundo.
De acordo com um artigo no The New York Times, a extensão foi criada em 8 de dezembro de 2009 (o dia em que o suporte para extensão foi adicionado ao Google Chrome).
O criador do AdBlock, Michael Gundlach, afirma ter sido inspirado pela extensão Adblock Plus para o Firefox. Logo, o mesmo não deve ser confundido.